# Duca Leindecker
Duca Leindecker, né le 5 avril 1970 à Porto Alegre, est un auteur-compositeur-interprète, guitariste, et écrivain brésilien, leader du groupe Cidadão Quem (pt).

## Biographie
Né en 1970, Duca Leindecker commence à jouer de plusieurs instruments et, à l'âge de 17 ans, enregistre son premier album en solo. Au début des années 1990, il est invité par Bob Dylan pour assurer la première partie de ses spectacles au Brésil.
Il a enregistré sept CD avec le groupe Cidadão Quem et a participé à Rock in Rio III. Il est l'auteur de bandes originales de feuilletons.
En 1999, il publie son premier livre, A casa da canto, présenté à la 45e Foire du livre de Porto Alegre (pt). En 2002, il publie son deuxième livre, Downwind et, en 2013, son troisième titre, O menino que pintava sonhos.
De 2008 à 2012, Duca se consacre au duo Pouca Vogal, avec Humberto Gessinger. En 2015, il sort son premier DVD solo, Plano Aberto et, en 2018, il lance Download Armas.
Il est marié depuis 2012 avec la femme politique Manuela d'Ávila et, depuis 2015, ils ont une fille, Laura.

## Discographie

### Solo
- 1988 : Duca Leindecker
- 2013 : Voz, Violão e Batucada
- 2015 : Plano Aberto
- 2018 : Baixar Armas

### Cidadão Quem
- 1993 : Outras Caras
- 1996 : A lente azul
- 1999 : Spermatozoon (pt)
- 2000 : Soma
- 2002 : Girassóis da Rússia (pt)
- 2004 : Acústico no Theatro São Pedro
- 2007 : 7

### Pouca Vogal
- 2008 : Pouca Vogal: Gessinger + Leindecker (pt)
- 2009 : Ao Vivo Em Porto Alegre (pt)

## Publications
- 1999 : A casa da esquina
- 2002 : A favor do vento
- 2013 : O menino que pintava sonhos